# Rishøst hos Bontoc-Igoroterne
|  | Denne artikel er oprettet af botten PalnaBot ud fra en ekstern database. Den kan derfor have sproglige fejl eller mangler. Denne skabelon kan fjernes efter kontrol af indholdet. |

Rishøst hos Bontoc-Igoroterne er en dokumentarfilm fra 1954 instrueret af Hakon Mielche.